# Дмитро Козинський
Дмитро́ Олехно́вич Ко́зинський (? — після 1577) — руський (український) боярин, представник роду Кирдійовичів, гербу Кирдій. Зем'янин у Луцькому, Володимирському та Кременецькому повітах Волинської землі Великого князівства Литовського, Волинському воєводстві Корони Польської (з 1569). Державний та військовий діяч.

## Відомості
Дмитро Козинський син королівського дворянина Олехна Гриньковича Козинського. Рід Козинських є однією з гілок волинсько-холмських Кирдійовичів. Найдавнішим з відомих репрезентантів цієї гілки є Гринько Мжачич Козинський. Дмитро Козинський один поміж дванадцяти дітей Олехна Козинського, який був у шлюбі з Софією Петрівною княгинею Головнянкою-Острожецькою. Основні володіння Козинських розташовувалися у Володимирському, Луцькому, Кременецькому повітах Волинського воєводства. Відомі з тих, що належали Дмитру Олехновичу це частина села Томахів, Пруси, Тишиця на Случі. Станом на 1563 рік обіймав посаду вінницького підстарости. У 1569 році серед іншої волинської знаті брав участь у підписанні Люблінської унії.
Відомо, що Дмитро Козинський був у шлюбі двічі. Вперше із Софією княгинею Масальською, від якої мав синів Івана, Олехна, Павла та вочевидь старшу доньку Тамілу. Другим шлюбом з Богданою Красносельською. Всього мав близько восьми дітей, з них чотирьох синів та щонайменше чотири доньки. Як відомо, у 1577 році склав тестамент який є не єдиним, а вочевидь доповненням попереднього.
Син — Іван Дмитрович Козинський у шлюбі з Софією Бабинською — донькою Андрія Бабинського. Відомо, що мали синів Костянтина, Івана та Андрія. Костянтин Іванович Козинський у шлюбі з Галшкою Бруякою (на 1606).

## Визначні представники роду
Ганна Гостська з Козинських — фундаторка Почаївського монастиря (двоєрідна сестра Дмитра Козинського).